# タル＝マルムティエ
タル＝マルムティエ（フランス語: Thal-Marmoutier、ドイツ語: Thal bei Maursmünster）はフランスのコミューンであり、フランス北西部、グラン・テスト地域圏のバ＝ラン県に位置する。

## 難民の受け入れ
2017年、エリトリア、スーダン、エティオピア等のアフリカから来た56人の難民に対し、タル＝マルムティエ村において尼僧らが修道院を住居として提供した。